# Aérodrome de Taloqan
L'aérodrome de Taloqan (code IATA: TQN, OACI: OATQ) dessert la ville de Taloqan, dans la province de Takhâr, en Afghanistan.

## Situation
L'aérodrome de Taloqan ne comporte pas d'infrastructure aéroportuaire. La fiche d'aéroport signale la présence de d'animaux en pâturage à l'ouest de la piste.

## Galerie

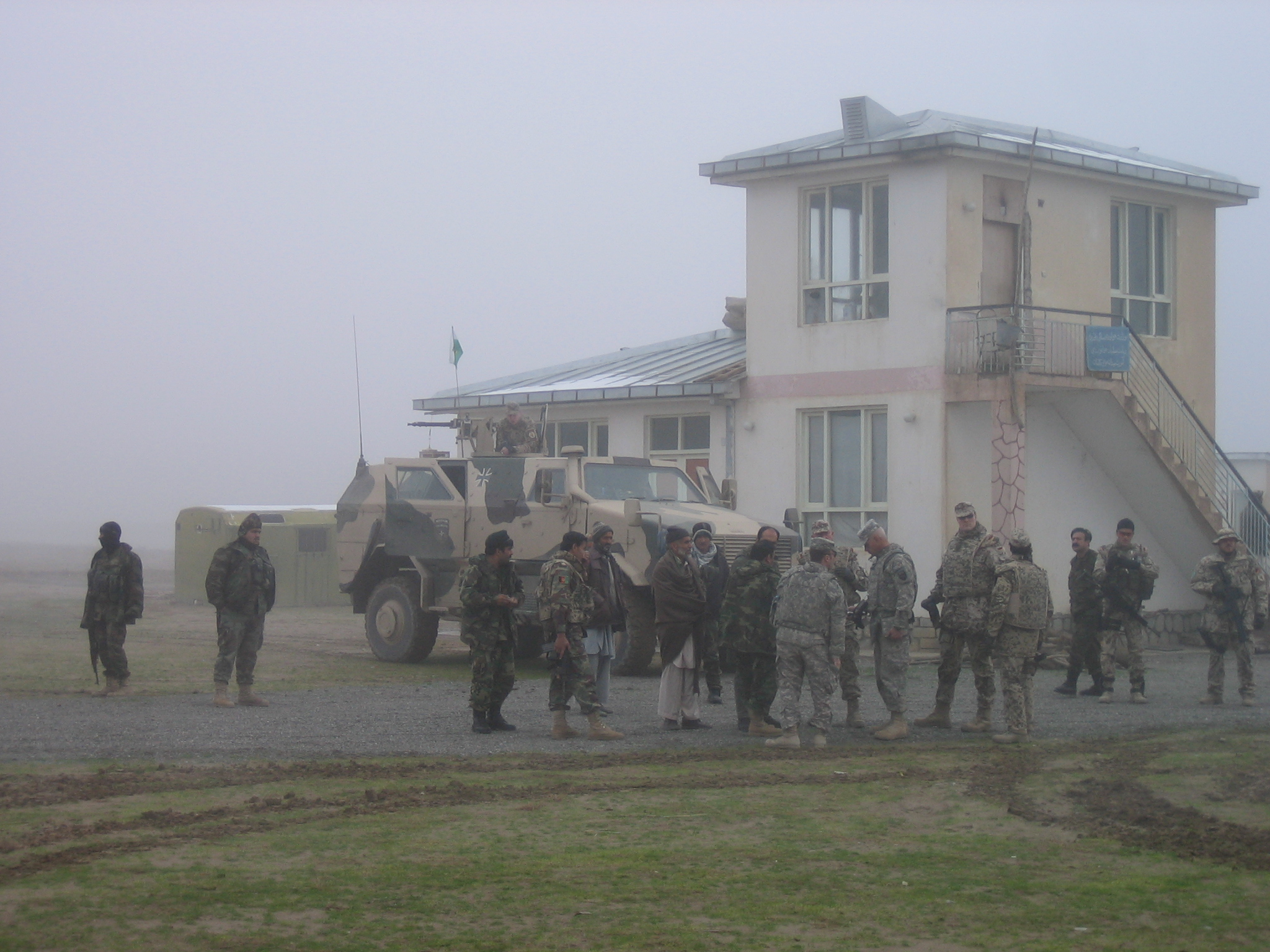
Taloqan Aéroport 2009